# ALPM
 (novembre 2016).
 (septembre 2018).
Si vous disposez d'ouvrages ou d'articles de référence ou si vous connaissez des sites web de qualité traitant du thème abordé ici, merci de compléter l'article en donnant les références utiles à sa vérifiabilité et en les liant à la section « Notes et références ».
L'ALPM (de l'anglais, Aggressive Link Power Management) est une technique d'économie d'énergie appliquée aux disques durs des ordinateurs. L'économie se fait en paramétrant un lien SATA sur une faible puissance en l'absence de signaux en Entrées-Sorties (E/S), ce qui correspond à un temps d'inactivité. L'ALPM règle automatiquement le lien SATA sur un état actif une fois que les requêtes d'E/S sont en file d'attente sur ce lien.
Les économies d'énergie offertes par l'ALPM se font aux dépens de la latence de disque. Ainsi, l'ALPM ne devrait être utilisé que dans le cas où le système connaîtra de longues périodes d'inactivité d'E/S.
L'ALPM est uniquement disponible sur les contrôleurs SATA qui utilisent les interfaces AHCI (de l'anglais, Advanced Host Controller Interface).
Lorsque disponible, l'ALPM est activé par défaut. L'ALPM possède trois niveaux :
- min_power

Ce mode définit le lien sur son état le plus bas (SLUMBER) lorsqu'il n'y a pas d'E/S sur le disque. Ce mode est utile lorsque de longues périodes d'inactivité sont à prévoir.
- medium_power

Ce mode définit le lien sur le second état le plus bas (PARTIAL) lorsqu'il n'y a pas d'E/S sur le disque. Ce mode est conçu afin de permettre des transitions entre états d'alimentation (par exemple lorsqu'il y a des alternances entre une utilisation intense d'E/S et une période d'inactivité d'E/S) tout en limitant au maximum l'impact sur la performance.
Le mode medium_power permet au lien de faire la transition entre les états PARTIAL et alimentation complète (c'est-à-dire "ACTIVE"), et ce en fonction de la charge. Remarquez qu'il n'est pas possible d'établir une transition de lien directement de PARTIAL à SLUMBER (et vice-versa) ; dans ce cas, les états d'alimentation ne peuvent pas passer de l'un à l'autre sans transiter par l'état ACTIVE au préalable.
- max_performance

L'ALPM est désactivé, le lien ne peut pas entrer dans un état de faible alimentation lorsqu'il n'y a pas d'E/S sur le disque.
Pour vérifier si un adaptateur hôte SATA prend en charge l'ALPM, sous système GNU/Linux, on peut vérifier que le fichier /sys/class/scsi_host/host*/link_power_management_policy existe bien. Pour changer les paramètres, on écrit simplement les valeurs décrites dans cette section sur ces fichiers. On vérifie les paramètres en visualisant le contenu des fichiers.